# Nick Petersen
Nick Petersen (* 27. května 1989, Wakefield, Québec, Kanada) je kanadský hokejový útočník střídající týmy Wilkes-Barre/Scranton Penguins (AHL) a Wheeling Nailers (ECHL).

## Kariéra
Nick Petersen začínal v americké juniorské lize Atlantic Junior Hockey League v týmu Washington Jr. Nationals. Před sezónou 2007-08 odešel hrát do kanadské juniorské ligy Québec Major Junior Hockey League za tým Shawinigan Cataractes. V první sezóně v tomto týmu nijak nevynikal, ale v sezóně 2008-09 dosáhl 90 bodů v 68 zápasech a byl jmenován do 2. All-Star Týmu QMJHL.
Ve Vstupním draftu NHL 2009 byl vybrán týmem Pittsburgh Penguins ve 4. kole na 121. místě celkově.
Před sezónou 2009-10 přestoupil do týmu Saint John Sea Dogs ve stejné lize. Po sezóně byl opět jmenován do 2. All-Star Týmu QMJHL a mimoto si v playoff QMJHL připsal nejvíce asistencí v lize (21). 27. května 2010 podepsal tříletý nováčkovský kontrakt s Pittsburghem Penguins. Než ovšem nastoupil za Pittsburgh byl poslán do nižší ligy American Hockey League do týmu Wilkes-Barre/Scranton Penguins a ten jej následně poslal do ještě nižší ligy ECHL do týmu Wheeling Nailers. Občas je povolán do Wilkes-Barre/Scrantonu a opakovaně odesílán zpět do Wheelingu. V ECHL patří k nejproduktivnějším hokejistům soutěže.

## Individuální úspěchy
- 2008-09, 2009-10 - 2. All-Star Team QMJHL.

## Klubové statistiky
| Sezona        | Klub                           | Soutěž        | Základní část | Základní část | Základní část | Základní část | Základní část | Play off | Play off | Play off | Play off | Play off |
| Sezona        | Klub                           | Soutěž        | Z             | G             | A             | B             | TM            | Z        | G        | A        | B        | TM       |
| ------------- | ------------------------------ | ------------- | ------------- | ------------- | ------------- | ------------- | ------------- | -------- | -------- | -------- | -------- | -------- |
| 2006-07       | Washington Jr. Nationals       | AtJHL         | 40            | 24            | 34            | 58            | 40            | —        | —        | —        | —        | —        |
| 2007-08       | Shawinigan Cataractes          | QMJHL         | 51            | 11            | 18            | 29            | 38            | 5        | 5        | 1        | 6        | 8        |
| 2008-09       | Shawinigan Cataractes          | QMJHL         | 68            | 37            | 53            | 90            | 42            | 21       | 10       | 12       | 22       | 22       |
| 2009-10       | Saint John Sea Dogs            | QMJHL         | 59            | 39            | 40            | 79            | 55            | 21       | 7        | 21       | 28       | 14       |
| 2010–11       | Wilkes-Barre/Scranton Penguins | AHL           | 23            | 5             | 9             | 14            | 4             | 11       | 2        | 0        | 2        | 6        |
| 2010–11       | Wheeling Nailers               | ECHL          | 40            | 24            | 33            | 57            | 30            | —        | —        | —        | —        | —        |
| AHL celkově   | AHL celkově                    | AHL celkově   | 23            | 5             | 9             | 14            | 4             | 11       | 2        | 0        | 2        | 6        |
| QMJHL celkově | QMJHL celkově                  | QMJHL celkově | 178           | 87            | 111           | 198           | 135           | 47       | 22       | 34       | 56       | 44       |